# نظريات قيمة العمل
نظريات قيمة العمل (LTV) هي نظريات قيمة اقتصادية ابتداعية، تقول إن قيمة سلعة ترتبط فقط بالعمل المطلوب لإنتاج هذه السلعة أو الحصول عليها، وليس بعناصر الإنتاج الأخرى (باستثناء إن أمكن اعتبار هذه العناصر كعمل متجسد). في الوقت الحاضر، غالبًا ما يرتبط هذا المفهوم بالاقتصاد السياسي الماركسي، على الرغم من أنه يبدو كأساس لواضعي نظريات الاقتصاد الكلاسيكي الأُول مثل آدم سميث ودافيد ريكاردو.ل
تقترن فكرة نظرية قيمة العمل عادةً بالاقتصاد الماركسي، لكنها تتجلى أيضًا في نظريات أوائل الاقتصاديين الليبراليين الكلاسيكيين مثل أدم سميث وديفيد ريكاردو، وفي نظرية الاقتصاد الأناركي لاحقًا. يرى سميث أن سعر السلعة يتعين من خلال مقدار العمل الذي يجب أن يبذله المشتري حتى يتمكن من شراءه، ويجسد ذلك مفهوم مقدار العمل الذي توفر سلعة معينة (مثل أداة العمل) عناء بذله على المشتري. يمثل مفهوم قيمة العمل صميم النظرية الماركسية التي تقول أن الطبقة العاملة تُستغل من خلال نظام الرأسمالية، وهي تنكر كذلك العلاقة بين سعر السلعة وقيمتها. لم يطلق ماركس قط على نظرية القيمة الخاصة به اسم «نظرية قيمة العمل». تميل نظريات الاقتصاد النيوليبرالية الشائعة إلى رفض فكرة نظرية قيمة العمل، وتستعيض عنها بنظرية السعر المُحدد من خلال مبدأ العرض والطلب.

## تعريف القيمة والعمل
عند الحديث عن نظرية قيمة العمل، ينبغي أن تشير القيمة نظريًا، دون أي صفة مؤهلة، إلى حجم العمل الضروري لإنتاج سلعة قابلة للتسويق، بما في ذلك العمل الضروري لتطوير أي رأس مال حقيقي مستخدم في عملية الإنتاج. وقد حاول كل من دافيد ريكاردو وكارل ماركس تحديد وتجسيد كافة مكونات العمل من أجل وضع السعر الحقيقي، أو السعر الطبيعي للسلعة. نظرية قيمة العمل، كما قدمها آدم سميث، لا تتطلب بالرغم من ذلك، تحديدًا كميًا لجميع العمل السابق، كما أنها لا تتعامل مع العمل اللازم لإنشاء أدوات (رأس المال) يمكن أن تستخدم في إنتاج سلعة. كانت نظرية القيمة لسميث مشابهة جدًا لنظريات الفائدة التالية التي أعلن فيها سميث أن السلعة تكون ذات قيمة أيا كان العمل الذي ستتطلبه (القيمة في التجارة)، أو أيا كان العمل الذي «ستوفره» (القيمة في الاستخدام)، أو الاثنين. ولكن هذه «القيمة» تخضع للعرض والطلب في وقت معين.
إن السعر الحقيقي لكل شيء، ما تكلفه حقًا كل شيء على الشخص الذي يريد الحصول عليه، هو الكدح والمتاعب للحصول عليه. وما يستحقه بالفعل كل شيء للشخص الذي حصل عليه، ولمن يريد التخلص منه أو استبداله بشيء آخر، هو الكدح والتعب الذي يمكن أن يحدث له وللآخرين. (Wealth of Nations Book 1, chapter V)
نظرية القيمة أو السعر الذي وضعها سميث ليس لها أي شأن بمقدار العمل السابق الذي أفضى إلى إنتاج سلعة معينة، بل تهتم فقط بالعمل المطلوب لإنتاج السلعة أو العمل الذي توفر تلك السلعة عناء بذله في الوقت الحاضر فقط. على سبيل المثال، إذا كان سوط عربة الخيول لا يعود بالنفع على أحد، فهو إذًا عديم القيمة من ناحية اقتصادية بصرف النظر عن مقدار العمل الذي بُذل في صناعته. 

### تمييز العمل ذي الفائدة الاقتصادية
تُعرف قيمة سلعة معينة عند الاستخدام بأنها مدى المنفعة التي تعود على من يشتريها. وتظهر مفارقة كلاسيكية عند اعتبار هذا النوع من القيم. وضح أدم سميث تلك المفارقة قائلًا:
«تحمل كلمة القيمة، كما يتضح لنا، معنيين مختلفين. فهي تعبر في بعض الأحيان عن منفعة شيء معين، وفي أحيان أخرى عن القوة الشرائية التي يمكن من خلالها مقايضة هذا الشيء ببضائع أخرى. يُعرف المعنى الأول بقيمة السلعة عند الاستخدام، والآخر بقيمة السلعة عند المقايضة. وتكمن المفارقة في أنه كلما زادت قيمة شيء معين عند استخدامه قلت قيمته عند المقايضة، والعكس بالعكس: كلما زادت قيمة شيء معين عند مقايضته قلت قيمته عند الاستخدام. على سبيل المثال: لا شيء يعود على الإنسان بالنفع أكثر من الماء، ولكن لا يمكننا مقايضته بأي شيء تقريبًا، ولا يمكننا أن نشتري به شيئًا. أما الألماس من الناحية الأخرى لا يعود علينا بالكثير من النفع، ولكن يمكننا مقايضته بكمية كبيرة من البضائع» –من كتاب «ثروة الأمم»، المجلد الأول، الفصل  الرابع.
إذًا فقيمة سلعة معينة عند المقايضة تعبر عن قابلية تلك السلعة للمبادلة في مقابل سلعة أخرى (أو بعبارة أخرى؛ سعر السلعة في حالة الحديث عن النقود). وهي كمية متعلقة بالعمل كما وضح سميث قائلًا:
«تساوي قيمة السلعة بالنسبة للشخص الذي يمتلكها (ولا يريد أن يستخدمها أو أن يستهلكها بنفسه بل يريد أن يقايضها بسلعة أخرى) مقدار العمل الذي يمكن هذا الشخص من شراء السلعة أو حيازتها. وبالتالي فإن العمل هو المقياس الحقيقي لقيمة جميع البضائع عند المقايضة» – من كتاب «ثروة الأمم»، المجلد الأول، الفصل الخامس.
إذًا فالقيمة المطلقة تعبر عن العمل المتجسد في سلعة ما تحت بنية إنتاج معينة. بينما فسر ماركس كلمة «القيمة» بتعريف ثالث، وهو أنها تعبر عن مقدار العمل المطلق اللازم من ناحية اجتماعية لإنتاج سلعة معينة. يرى ديفيد ريكاردو وغيره من الاقتصاديين الكلاسيكيين أن هذا التعريف يُعد مقياسًا للثمن الحقيقي لسلعة معينة أو قيمتها التي تظل ثابتة مع اختلاف توزيع الثروات أو التكنولوجيا المتاحة.
أسس ريكاردو وماركس وغيرهم من الاقتصاديين الكلاسيكيين نظرياتهم على الافتراض القائل بأن القيمة عند المقايضة تتناسب طرديًا مع قيمة العمل أو تساويها. واعتقد هؤلاء أن هذا الافتراض جيد بما فيه الكفاية لاستكشاف ديناميات التطور في المجتمعات الرأسمالية. استخدم بعض أنصار نظرية قيمة العمل الآخرون مصطلح القيمة بتعريفه الثاني الذي يمثل قيمة السلعة عند المقايضة.

## نظرية قيمة العمل وعمليات العمل
نظرًا إلى أن مصطلح القيمة يُستخدم في نظرية قيمة العمل للدلالة على مقدار العمل الذي بُذل في إنتاج سلعة معينة، فمن الضروري أن نوضح كيف تحافظ عملية العمل على القيمة، وكيف تخلق قيمة جديدة في صورة السلع التي ينتجها العمل.
تتناسب قيمة السلعة طرديًا مع متوسط شدة العمل الذي بُذل في إنتاج السلعة ومدته. يشترط تعريف قيمة العمل أن يكون هذا العمل «لازمًا من ناحية اجتماعية»، أي أن قيمة السلعة تتناسب مع مقدار العمل إذا افترضنا أن هذا العمل يتم بواسطة مهارة متوسطة وإنتاجية متوسطة. إذًا فالعمال الذين يتمتعون بمهارة أعلى وإنتاجية أعلى يخلقون قيمة أكبر عن طريق إنتاج كمية أكبر من المنتج النهائي في وقت أقل، مع العلم بأن جميع وحدات السلعة لها نفس قيمة غيرها من السلع الأخرى التي تنتمي إلى نفس الفئة. وعلى الجانب الآخر قد يعطل العمال غير الماهرين عملية إنتاج السلع بعملهم غير المتقن، مما يؤدي إلى خفض مستوى المهارة المتوسطة، وزيادة وقت العمل اللازم لإنتاج كل وحدة من السلع. ولكن العمال غير الماهرين لا أمل لهم في بيع ثمار عملهم بسعر أعلى لمجرد أنهم أنفقوا وقتًا زائدًا في إنتاج نفس السلعة دونًا عن بقية العمال.
ولكن عملية الإنتاج لا تتضمن العمل فقط، بل تشمل كذلك وسائل العمل: الأدوات، والمواد الخام، ومحطات الطاقة...إلخ. وعادة ما تكون وسائل العمل (تُعرف أيضًا بوسائل الإنتاج) ناتجة عن عملية عمل أخرى كذلك، مثل الآلات والمحركات والكهرباء...إلخ. بالتالي، فإن العمل يعتمد بشكل أو بآخر على وسائل الإنتاج التي تحمل في طياتها قيمة معينة. يحتاج العمل كذلك إلى وسائل إنتاج غير ناتجة عن العمل، ولهذا السبب ليس لها أي قيمة مثل: ضوء الشمس، والهواء، والأراضي غير المزروعة، والمعادن غير المُستخرجة...إلخ. على الرغم من أن تلك العوامل مفيدة في عملية الإنتاج، بل قد تكون ضرورية في بعض الأحيان، إلا أنها لا تساهم في عملية الإنتاج بأي قيمة من وجهة نظر نظرية قيمة العمل. بينما تتعامل نظرية قيمة العمل مع وسائل الإنتاج الناتجة عن العمل على أنها تساهم بقيمة ثابتة خلال جميع مراحل عملية الإنتاج. نظرًا لثبوت قيمتها، يُشار إلى وسائل الإنتاج تلك في ضوء نظرية قيمة العمل برأس المال الثابت.
على سبيل المثال دعنا نتصور عمالًا مُكلفون بعمل كوب من القهوة. يباشر العمال عملهم بتحميص حبوب القهوة باستخدام المحمصة، ثم يضعون الحبوب في آلة القهوة لخلطها بالماء الساخن وصب المشروب في الأكواب. يضفي العمال قيمة إضافية لحبوب القهوة والماء من خلال عملهم الذي بذلوه. وعلاوة على ذلك ينقل العمال قيمة رأس المال الثابت (المتمثل في قيمة حبوب القهوة، وقيمة استهلاك المحمصة وآلة القهوة، وقيمة الكوب نفسه) إلى قيمة كوب القهوة النهائي. وبالتالي فإن قيمة أكواب القهوة الذي ينتجها العمال في اليوم الواحد تساوي مجموع قيم وسائل الإنتاج (أو رأس المال الثابت) بالإضافة إلى القيمة التي ساهم بها العمال بالتناسب مع شدة العمل الذي قاموا به ومدته

## وصلات خارجية
- The Marxists Internet Archive
- Robert Vienneau's LTV FAQ
- Jim Devine's alternative view of Marx's LTV
- Cotton, Corn, Labor
- ErnestMandel.org